# Clinura vitrea
Clinura vitrea é uma espécie de gastrópode do gênero Clinura, pertencente a família Raphitomidae.